# Schauet doch und sehet, ob irgend ein Schmerz sei, BWV 46
Schauet doch und sehet, ob irgend ein Schmerz sei, BWV 46
(Mireu i vegeu si hi ha dolor comparable al meu dolor), és una cantata religiosa de Johann Sebastian Bach per al desè diumenge després de la Trinitat, estrenada a Leipzig, l'1 d'agost de 1723.

## Origen i context
D'autor desconegut, possiblement un teòleg o un predicador famós, que podria ser l'autor de la BWV 105, estrenada una setmana abans. Comença amb una cita bíblica Jeremies (1,12) i el coral final conté la novena estrofa de O grosser Gott von Macht de Johann Matthäus Mayfart (1633). El text està lligat a l'evangeli del dia Lluc (19, 41-48), que anuncia la destrucció de Jerusalem i explica l'expulsió dels mercaders del Temple. En els quatre primers números se senten temes que parlen del dolor, la còlera, els torrents de llàgrimes, l'aniquilació, etc.; en canvi, en els dos últims, l'ambient canvia i es passa a alliçonar els oients exhortant-los a la conversió i a l'esperança en el perdó. Correspon al primer any d'estada de Bach a Leipzig, i per a aquest diumenge es conserven, també, la BWV 101 i la BWV 102.

## Anàlisi
Obra escrita per a contralt, tenor, baix i cor; trompeta de vares, dues flautes de bec, dos oboe da caccia, corda i baix continu. Consta de sis números.
1. Cor: Schauet doch und sehet, ob irgend ein Schmerz sei (Mireu i vegeu si hi ha dolor comparable al meu dolor)
2. Recitatiu (tenor): So klage du, zerstörte Gottesstadt (Lamenta't, destruïda Ciutat de Déu)
3. Ària (baix): Dein Wetter zog sich auf von weiten (De ben lluny s'entreveu la teva tempesta)
4. Recitatiu (contralt): Doch bildet euch, o Sünder, ja nicht ein (Però certament no us penseu, pecadors)
5. Ària (contralt): Doch Jesus will auch bei der Strafe (Però Jesús vol també en el càstig)
6. Coral: O grosser Gott von Treu (Oh, gran Déu de fidelitat)

El cor inicial destaca per la seva durada, un 40% del temps total; té una disposició de motet, i aporta una idea de gran plasticitat i potència expressiva quan canta el versicle de les lamentacions de Jeremies "Mireu i vegeu si hi ha dolor comparable al meu dolor", tema seguit per una fuga plena d'angoixa a cinc veus, on la cinquena veu la fan el parell de flautes. Sembla que la primera versió no incloïa la trompeta ni els oboès, que foren introduïts en una reposició posterior. El tenor agafa, amplia i desenvolupa, en el seu recitatiu, els ecos adolorits del cor. L'ària de baix, número 3, és tempestuosa, una de les visons més espantoses que es poden donar del judici, amb l'aspra sonoritat de la trompeta, que dona veu al Déu més venjatiu. En canvi, l'ària de contralt, número 5, és plàcida amb les flautes i els oboès, i sorprenentment sense continu, dona una visió de Jesús com el Bon Pastor dels benaventurats. El coral final, rememora el primer temps fet que dona a la cantata una gran unitat. Té una durada aproximada d'uns vint minuts.

## Discografia seleccionada
- J.S. Bach: Das Kantatenwerk. Sacred Cantatas Vol. 3. Gustav Leonhardt, Knabenchor Hannover, Heinz Hennig (director del cor), Leonhardt-Consort, René Jacobs, Kurt Equiluz, Hans-Friedrich Hunz. (Teldec), 1994.
- J.S. Bach: The complete live recordings from the Bach Cantata Pilgrimage. CD 36: Dom, Braunschweig; 27 d'agost de 2000. John Eliot Gardiner, Monteverdi Choir, English Baroque Soloists, Daniel Taylor, Christoph Genz, Gotthold Schwarz. (Soli Deo Gloria), 2013.
- J.S. Bach: Complete Cantatas Vol. 8. Ton Koopman, Amsterdam Baroque Orchestra & Choir, Bogna Bartosz, Jörg Dürmuller, Klaus Mertens. (Challenge Classics), 2005.
- J.S. Bach: Cantatas Vol. 11. Masaaki Suzuki, Bach Collegium Japan, Kai Wessel, Makoto Sakurada, Peter Kooij. (BIS), 1999.
- J.S. Bach: Church Cantatas Vol. 16. Helmuth Rilling, Gächinger Kantorei, Bach-Collegium Stuttgart. Helen Watts, Adalbert Kraus, Wolfgang Schöne. (Hänssler), 1999.